# GMM Grammy
GMM Grammy (тайск. จีเอ็มเอ็ม แกรมมี่) тайская медиа-развлекательная компания, основанная в 1983 году. Она претендует на 70-процентную долю в тайской индустрии развлечений. Помимо музыкального бизнеса, компания занимается производством концертов, управлением артистами, производством и изданием фильмов и телепрограмм.

## Дочерние

### Музыка
Компания имеет пятнадцать музыкальных субсидий:
- Genie Record
- Grammy Gold - Тайская музыка кантри (лук тхунг).
- Grammy Big
- Sanamluang Music
- UP^G
- White Music
- Music Cream
- Nevermind Records
- Werk Gang
- Grand Musik
- Halo Society
- MBO
- GMMTV RECORDS
- GMM A
- Exact Music

### Фильм
- GDH 559

### Телевидение
- A-Time Media
- GMM BRAVO
- GMM Channel
- GMM Z (цифровая настройка)
- GMMTV (телевизионная продукция)
- Me Mi Ti
- The One Enterprise

#### Телевизионные каналы
- One 31
- GMM 25

### Радио
- Chill FM Online
- EFM 94
- Green Wave 106.5 FM
- Hot 91.5 (расформирован в 2013 году)

### Издательский

#### Журналы
- Image - мода, красота, новости общества
- Madame Figaro - мода и красота
- Her World - тайское издание популярного сингапурского женского журнала
- Maxim - тайское издание популярного парня маг
- Attitude - тайское издание британского журнала о гей-образе жизни
- In - мода и развлечения

#### Распределение
- Se-Education - сеть университетских книжных магазинов